# كرايغ لي كورنو
كرايغ لي كورنو (بالإنجليزية: Craig Le Cornu)‏ هو لاعب كرة قدم بريطاني في مركز الوسط، ولد في 17 سبتمبر 1960 في بيركنهيد ‏ في المملكة المتحدة. لعب مع نادي ترانمير روفرز ونادي ليفربول.